# Neprilysin
Neprilysin ist ein im menschlichen Körper weit verbreitetes Enzym, vor allem in den Nieren und der Lunge. Es ist auch unter den Namen Neutrale Endopeptidase und Membran-Metallo-Endopeptidase (MME) bekannt und wird durch das Gen MME codiert. Darüber hinaus spielt es in der Onkologie und in der Immunhistochemie eine große Rolle, dort unter den synonymen Bezeichnungen CD 10 (Cluster of Differentiation 10) und CALLA (common acute lymphoblastic leukemia antigen).

## Wirkweise
Neprilysin ist eine Zink(II)-abhängige membrangebundene Metalloprotease, wobei der auf der Zellmembran sitzende Teil des Proteins (die Ektodomäne) dann in den Extrazellularraum freigesetzt wird. Dort baut Neprilysin zahlreiche Peptidhormone durch enzymatische Spaltung am Amino-Terminus hydrophober Aminosäuren ab. Hierzu gehören Hormone wie Glukagon und Enkephaline, aber auch zahlreiche parakrin wirkende Peptide wie Bradykinin, Angiotensin II, Oxytocin, Substanz P, Endothelin und natriuretische Peptide wie ANP und BNP, aber auch Beta-Amyloid.

## Pathologische Bedeutung
Im menschlichen Gehirn baut Neprilysin das Protein Beta-Amyloid ab, dessen Anreicherung im Gehirn mit der Alzheimer-Krankheit assoziiert ist.  Es wird vermutet, dass dabei das Neprilysin den geschwindigkeitsbestimmenden Schritt darstellt. Damit könnte eine therapeutische Aktivierung den Abbau des Amyloids beschleunigen. Tatsächlich zeigt die Neprilysin-Knockout-Maus eine Alzheimer-ähnliche Verhaltensstörung und eine Amyloid-Anreicherung im Gehirn. Auch ein Gendefekt des MME, das Neprilysin codiert, steht im Verdacht, das Risiko für die Alzheimer-Erkrankung beim Menschen zu erhöhen. Das Peptidhormon Somatostatin hingegen kann die Enzymaktivität des Neprilysin steigern, seine Produktion im Gehirn sinkt aber mit höherem Alter. Dies könnte die altersbedingte Zunahme der Amyloid-Ablagerungen erklären, aber auch eine oxidative Schädigung könnte die im Alter abnehmende Neprilysin-Aktivität erklären.

## Bio- bzw. Zellmarker
Während nicht geklärt ist, ob Neprilysin bei der Tumorentwicklung eine Rolle spielt, zeigt sich jedoch bei einzelnen Krebsarten ein typisches Expressionsmuster. Bei einigen Krebsarten, und vor allem metastasierten Tumoren und besonders bei fortgeschrittenen malignen Melanomen, ist Neprilysin stark überexprimiert, bei anderen, wie vor allem dem Lungenkrebs, stark unterexprimiert. Dann kann Neprilysin die wachstumsfördernde Wirkung von autokrinen Tumorpeptiden, wie etwa dem Bombesin, durch Abbau nicht mehr hemmen.
Im Bereich der Hämatologie werden hämatopoetische Vorläuferzellen, die CD-10, also Neprilysin, exprimieren, als „gemeinsame Lymphozyten-Vorläuferzellen“ (common lymphoid progenitors) eingeordnet, da sie sich noch sowohl zu T-Lymphozyten als auch zu B-Lymphozyten und NK-Zellen differenzieren können.
Auch bei der Immunphänotypisierung im Rahmen der Klassifikation der akuten lymphatischen Leukämie spielt es eine wichtige Rolle, da eine CD-10-Expression besonders für die „prä-B-ALL“ typisch ist. Andere hämatologische Malignome mit CD-10-Expression sind u. a. das Burkitt-Lymphom, das angioimmunoblastische T-Zell-Lymphom, die chronische myeloische Leukämie in der Blastenkrise und gelegentlich das diffuse großzellige B-Zell-Lymphom, während eine CD-10-Expression bei der akuten myeloischen Leukämie, der chronischen lymphatischen Leukämie sowie Mantelzell- und Grenzzonen-Lymphomen eher negativ ist.

## Medizinische Anwendungen von Inhibitoren
Der am längsten zugelassene Neprilysin-Inhibitor Racecadotril (acetorphan) wirkt über die Hemmung des Abbaus von Enkephalin und hemmt bei Diarrhoe die übermäßige Flüssigkeitsausscheidung in den Darm. Die basale Sekretion bleibt dagegen unbeeinträchtigt.
Sacubitril, ebenfalls ein Neprilysin-Inhibitor, wurde mit dem AT1-Antagonisten Valsartan kombiniert im Wirkstoff LCZ696 in der PARADIGM-HF-Studie  an 8442 Patienten zur Therapie der Herzinsuffizienz eingesetzt. LCZ696 (Markenname Entresto) zeigte in dieser Studie ein besseres Ergebnis als der ACE-Hemmer Enalapril. Medikamente dieser Gruppe werden als Angiotensin-Rezeptor-Neprilysin-Inhibitoren (ARNI) bezeichnet. Der Wirkmechanismus von Sacubitril in der Herzinsuffizienz ist unklar. Postuliert wird eine Hemmung des Abbaus natriuretischer Peptide und damit vermehrt ANP/BNP-cGMP Signaltransduktion. Ein eindeutiger Nachweis hierzu fehlt, ebenso wie der Ausschluss der Beteiligung anderer stabilisierter Peptide.
Andere Neprilysin-Inhibitoren sind Omapatrilat, RB-101 und UK-414,495. In einer größeren Studien zeigte Omapatrilat, das auch das Angiotensin-Converting Enzyme (ACE) hemmt, anders als die Kombination von Sacubitril mit dem AT1-Antagonisten Valsartan keine signifikant besseren Ergebnisse als Enalapril bei der Behandlung der Herzinsuffizienz, es wurde aber möglicherweise mit einer einmal täglichen Gabe unterdosiert. Keine dieser letztgenannten Neprilysin-Inhibitoren gelang je auf den Markt und in klinische Anwendung.
Einige Pflanzenextrakte inhibieren ebenfalls die enzymatische Aktivität des Neprilysin, so Methanol-Extrakte von Ceropegia rupicola, Kniphofia sumarae, Plectranthus cf. barbatus und wässerige Extrakte von Pavetta longiflora.